# 傑夫·馬席斯
傑佛瑞·史帝芬·"傑夫"·馬席斯（Jeffery Stephen "Jeff" Mathis，1983年3月31日—），生於佛羅里達州的瑪莉安娜(Marianna)，為前美國職棒大聯盟的捕手。他初次在大聯盟登場的日期是2005年8月12日，而他是位右投右打的球員。
馬席斯再高中時代是名美式足球與棒球兩項全能的運動員，曾經獲得多個獎項，也分別在1999年佛州的高中棒球冠軍賽以及2000年的佛州美式足球冠軍賽中登場。2001年的選秀會上，他被天使隊以第一輪的選秀權選中，到2005年時已經晉升3A的鹽湖城蜂刺（Salt Lake Stingers）。該年他獲得天使隊小聯盟系統最佳防守球員的獎項。值得一提的是，馬席斯除了有良好的捕手防守技巧外，他的攻擊火力也很出色，2005年有.271的打擊率以及21支全壘打。
由於馬席斯的表現優異，於是天使隊的管理階層決定在2005年季後不與經驗豐富的主戰捕手班吉·莫利納(Bengie Molina)續約，將鎮守本壘板的重責大任交給馬席斯。馬席斯在2006年春訓營表現不俗，因此廣受各方看好將順利成為天使隊新一代的主力球員。但是球季開打後，馬席斯的攻守表現卻都不如預期，打擊率只有.108，而他先發的比賽中天使隊的戰績只有2勝9負。因此天使將馬席斯重新送回小聯盟磨練，大膽啟用另外一名小聯盟捕手麥克·拿坡里。

## 外部連結
- 傑夫·馬席斯在美國職棒（英语）
- 傑夫·馬席斯在Baseball-Reference.com（大聯盟）（英语）
- 傑夫·馬席斯在Baseball-Reference.com（小聯盟以及海外聯盟）（英语）
- 傑夫·馬席斯在ESPN（MLB）（英语）
- 傑夫·馬席斯在FanGraphs.com（英语）
- 傑夫·馬席斯在The Baseball Cube（英语）